# Јаго Аспас
Јаго Аспас (шп. Iago Aspas Juncal; 1. август 1987) шпански је фудбалер.

## Каријера
Започео је фудбалску каријеру у клубу Селта из Вига. У сезони 2012/13. играо је кључну улогу и помогао клубу да задржи место у Примери.
У лето 2013. се преселио у енглеског великана Ливерпул. Износ трансфера је био око 8 милиона евра. Први и једини гол за клуб је постигао против Олдам атлетика у ФА купу (2:0). Дана 14. јула 2014, Аспас је отишао на позајмицу у Севиљу.
Вратио се у Селту 12. јуна 2015, а трансфер је био вредан пет милиона евра.
За репрезентацију Шпаније дебитовао је 15. новембра 2016. године у пријатељском мечу против репрезентације Енглеске. На Светском првенству 2018. године, Аспас је постигао гол у трећем колу против Марока.

## Трофеји

### Севиља
- Лига Европе (1) : 2014/15.